# 5-هيدروكسي ثنائي بروبيل 2-أمينوتترالين
5-هيدروكسي ثنائي بروبيل 2-أمينوتترالين (بالإنجليزية: 5-Hydroxy-N,N-dipropyl-2-aminotetralin ومختصره 5-OH-DPAT)‏ هي مادة كيميائية ناهضة لمستقبلات الدوبامين وانتقائية لمستقبل الدوبامين د2 ومستقبل الدوبامين د3.
المصاوغ المرآتي من نوع (S) هو الناهض الفعال فقط، أما المصاوغ المرآتي من نوع (R) فهو ضاد ضعيف لمستقبل الدوبامين د2. الوسم النظيري (11C-5-OH-DPAT) يستخدم في الكشف عن توزيع مستقبلات الدوبامين د2 ومستقبلات الدوبامين د3 في الدماغ ودراسة وظيفتها، كما أن هذه المادة تمت دراستها لاستخدامها دواء لمرض باركنسون.